# مجلس الوزراء الكويتي 1992
مجلس الوزراء الكويتي 1992 أو الحكومة الكويتية السادسة عشر أو حكومة سعد العبد الله السابعة هي الوزارة رقم 16 في تاريخ دولة الكويت منذ الاستقلال عام 1961، تشكّلت في تاريخ 17 أكتوبر 1992، برئاسة ولي العهد الكويتي - آنذاك - الشيخ سعد العبد الله السالم الصباح، واستمرت حتى 8 أكتوبر 1996.

## التشكيلة الوزارية
- رئيس الوزراء: سعد العبد الله السالم الصباح
- نائب أول لرئيس مجلس الوزراء ووزير الخارجية: صباح الأحمد الجابر الصباح
- نائب ثانٍ لرئيس مجلس الوزرارء * وزير الدولة لشؤون مجلس الوزراء: ضاري عبد الله العثمان
- وزير الداخلية: أحمد الحمود الجابر الصباح
- وزير التربية ووزير التعليم العالي: أحمد عبد الله الربعي
- وزير الكهرباء والماء ووزير الأشغال العامة: أحمد محمد صالح العدساني
- وزير الشؤون الاجتماعية والعمل: جاسم محمد العون
- وزير الأوقاف والشؤون الإسلامية: جمعان فالح العازمي
- وزير المواصلات ووزير الدولة لشؤون الإسكان: حبيب جوهر حيات
- وزير الإعلام: سعود الناصر الصباح
- وزير التجارة والصناعة: عبد الله راشد الهاجري
- وزير الصحة: عبد الوهاب سليمان الفوزان
- وزير النفط: علي أحمد البغلي
- وزير الدفاع: علي صباح السالم الصباح
- وزير العدل والشؤون الإدارية: مشاري جاسم العنجري
- وزير المالية ووزير التخطيط: ناصر عبد الله الروضان